# Tjære
Tjære er en flydende sort væske, som bliver lavet ved destruktiv destillation eller raffinering af organisk materiale eller uorganisk materiale.
Det meste tjære bliver produceret fra kul, men kan også produceres af råolie, træ eller tørvemos.

## Ekstern henvisning
- Skov- og Naturstyrelsen om trætjære
- Tjærestoffer, MiljøBiblioteket, Forlaget Hovedland, 2006, ISBN 978-87-7739-797-4, Wikidata  Q102074434